# 623

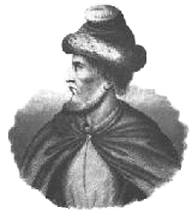
Koning Samo (623-658)

Het jaar 623 is het 23e jaar in de 7e eeuw volgens de christelijke jaartelling.

## Gebeurtenissen

### Byzantijnse Rijk
- 5 juni - Keizer Herakleios wordt tijdens vredesonderhandelingen met de Avaren, buiten de stadsmuren van Constantinopel in een hinderlaag gelokt. Hij weet echter te ontsnappen en trekt zich veilig terug achter de Lange Muren.

### Europa
- Koning Chlotharius II laat zijn zoon Dagobert I (onder druk van de Austrasische adel) uitroepen tot (deel)koning van Austrasië. Hij wordt geadviseerd door bisschop Arnulf van Metz en de hofmeier van het paleis, Pepijn van Landen.
- Samo (623-658) wordt na een opstand tegen de Avaren tot koning gekroond. Hij verenigt de Slavische stammen in Bohemen, Moravië, Neder-Oostenrijk en Karinthië. Tevens sticht hij een Slavische staatsvorm (Rijk van Samo).

## Religie
- Mohammed bekeert in Medina steeds meer volgelingen tot de islam.

## Verschenen
- Isidorus van Sevilla schrijft zijn "Etymologiae". Een 20-delige encyclopedie die handelt over zowel theologische als profane kennis. (waarschijnlijke datum)

## Geboren
- Marwan I, Arabisch kalief (overleden 685)

## Overleden
- Finbarr, Iers bisschop (waarschijnlijke datum)